# José Luis Osorio Fernández
José Luis Osorio Fernández (Barcelona, 7 de abril de 1974) locutor de radio y político español.

## Biografía
Nacido en Barcelona en 1974, graduado en Derecho por la Universidad Nacional de Educación a Distancia, licenciado en Filosofía por la Universidad de Barcelona y tiene el título de profesor de secundaria de Humanidades, obtenido en la Universidad de Lérida en 2009. Ha trabajado como locutor de radio y redactor en varias emisoras: Ona de Sants, 40 Principales en Lugo, Cadena Dial en Barcelona, Cadena Pirenaica y Radio Valira en Andorra y Pirineus TV. De 2003 a 2006 condujo el primer y único programa radiofónico emitido en lengua gallega en Andorra, Galicia Máis Cerca, en la emisora R7P, perteneciente a la Cadena Pirenaica. En las elecciones municipales de 2015 fue segundo en las listas de Ciudadanos para el Ayuntamiento de Lérida y resultó elegido concejal, ya que el partido logró entrar como tercera fuerza en el consistorio con cuatro concejales. . En las elecciones municipales de 2019 concurrió de nuevo en las listas como número tres y resultó elegido por segunda vez. En septiembre de 2020 presentó la renuncia al acta de concejal, se dio de baja del partido Ciudadanos y abandonó la política activa.